# Natsionalna suspilna teleradiokompanija Ukrajiny
Natsionalna Suspilna Teleradiokompanija Ukrajiny (ukrainska: Національна суспільна телерадіокомпанія України, 'Ukrainas nationella och offentliga etermediebolag'), NSTU, är Ukrainas statsägda public service-bolag inom radio och television. Nuvarande namn och omfattning är från 2015, då de nationella ukrainska TV- och radiobolagen förenades i ett gemensamt bolag.
Bolaget samordnar produktionen och sändningarna kopplade till två TV- och tre radiokanaler. Relanseringen av de statliga ukrainska etermedierna skedde 7 april 2015 efter ett beslut undertecknat av landets president Petro Porosjenko.

## Historia
Den ukrainska TV-historien började 1939, med en 40 minuter lång provsändning. Nästa sändning skedde 6–7 november 1951, då man sände från en TV-studio i Kiev i samband med revolutionsdagsfirandet. Därefter etablerades under 1950-talet återkommande sändningar, dock med glesa mellanrum.
1965 inleddes marknadsföringen av TV-sändningarna via förkortningen "YT" (förkortning för Ukrainske Telebachenny – 'ukrainska televisionen'). 1972 startades även sändningar i en andra kanal, vilket ledde till de båda förkortningarna YT-1 (UT-1) och YT-2 (UT-2). Kanalen var länge den dominerande kanalen i Ukraina, en position som den på senare år förlorat via lanserandet av ett stort antal kommersiella TV-kanaler.
1998 bytte statstelevisionens första kanal namn till Persjyj Natsionalnyj. Namnbytet förtydligades genom den logotyp från 2008 som fokuserade på ordet Persjyj.

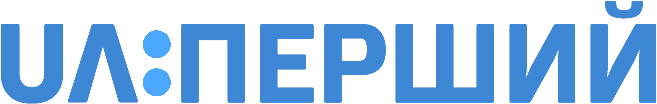
UA:Persjyj, huvudkanalen i NSTU:s TV-utbud.

7 april 2015 slogs de statliga TV- och radiobolagen samman till en gemensam organisation, med brittiska BBC som föredöme. Samtidigt relanserades den första TV-kanalen namn till UA:Persjyj.
TV-lagen och förändringen skedde mot bakgrund av Rysslands annektering av Krim och engagemang i den pågående konflikten i östra Ukraina samt andra relaterade ukrainska åtgärder.

## Produktion
NSTU är medlem av EBU och har vid två tillfällen fungerat som arrangör för Eurovision Song Contest – dels 2005 och dels 2017.

## Källhänvisningar
1. ↑  hämtat från: italienskspråkiga Wikipedia.[källa från Wikidata]
2. 1 2 3  Sventakh, Anna (8 april 2015). ”The Public Broadcasting Company has been launched in Ukraine” (på engelska). day.kyiv.ua. Arkiverad från originalet den 31 december 2019. https://web.archive.org/web/20191231214653/http://m.day.kyiv.ua/en/article/day-after-day/public-broadcasting-company-has-been-launched-ukraine. Läst 13 maj 2017.
3. ↑  "Про канал: Історія каналу". Arkiverad 22 maj 2011 hämtat från the Wayback Machine. 1tv.com.ua. Läst 1 september 2014. (ukrainska)
4. ↑  ”UA: Суспільне мовлення” (på ukrainska). 1tv.com.ua. 7 april 2015. Arkiverad från originalet den 28 maj 2017. https://web.archive.org/web/20170528051158/http://www.1tv.com.ua/news/channel/67485. Läst 13 maj 2017.
5. ↑  Miller, Christopher/Specia, Megan (2 april 2015). ”Ukraine is banning films and TV shows that glorify Russia's military” (på engelska). mashable.com. http://mashable.com/2015/04/02/ukraine-ban-russian-films/#sYy2ekmibOqm. Läst 13 maj 2017.